# استان لنکران-آستارا
استان لنکران-آستارا 

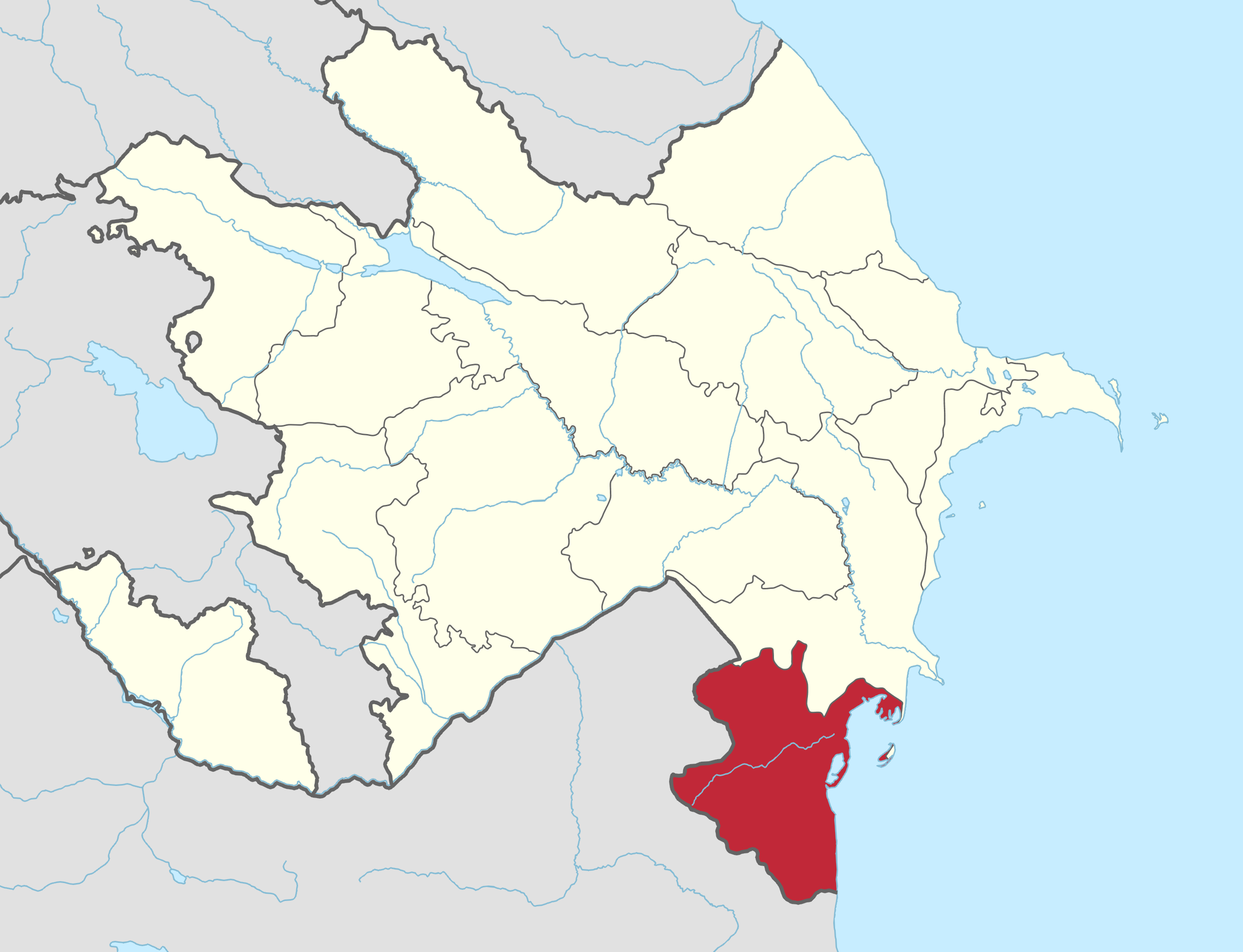
موقعیت استان لنکران-آستارا در نقشهٔ تقسیمات کشوری جمهوری آذربایجان.

(به تالشی: Lankon-Ostoro iğtısodi rəyon) (به ترکی آذربایجانی: Lənkəran İqtisadi Rayonu) یکی از بخش‌های ۱۴ گانهٔ سطح اول تقسیمات کشوری در جمهوری آذربایجان است.
این استان با ۶٬۰۷۰ کیلومتر مربع وسعت، نهمین بخش کشور و با ۹۴۶٬۷۰۰ نفر جمعیت، دومین بخش کشور به شمار می‌رود.
استان لنکران-آستارا از سمت شمال به استان شیروان-سالیان، از سمت جنوب و غرب به کشور ایران و از سمت شرق به دریای کاسپین محدود شده‌است.
نزدیک به ۹۰ درصد جمعیت استان لنکران را قوم تالش و مابقی جمعیت را آذربایجانی‌ها و دیگر قومیت‌ها تشکیل می‌دهند.
این استان به ۶ قسمت شامل ۶ «شهرستان» یا «منطقه» (Rayon) تقسیم شده‌است:

## فهرست شهرهای تابع جمهوری
ندارد.

## فهرست شهرستان‌ها
| ردیف | نام شهرستان | مساحت (کیلومتر مربع) | جمعیت (۲۰۰۹) | جمعیت (۲۰۱۹) | رتبه در کشور |
| ---- | ----------- | -------------------- | ------------ | ------------ | ------------ |
| ۱    | لنکران      | ۱٬۵۴۰                | ۲۰۵٬۷۰۰      | ۲۲۸٬۷۰۰      | ۴            |
| ۲    | ماساللی     | ۷۲۰                  | ۱۹۷٬۲۰۰      | ۲۲۵٬۸۰۰      | ۵            |
| ۳    | جلیل‌آباد    | ۱٬۴۴۰                | ۱۹۲٬۳۰۰      | ۲۲۲٬۴۰۰      | ۶            |
| ۴    | آستارا      | ۶۲۰                  | ۹۶٬۲۰۰       | ۱۰۸٬۶۰۰      | ۲۶           |
| ۵    | لریک        | ۱٬۰۸۰                | ۷۴٬۵۰۰       | ۸۴٬۷۰۰       | ۴۶           |
| ۶    | یاردیملی    | ۶۷۰                  | ۵۸٬۱۰۰       | ۶۷٬۰۰۰       | ۵۲           |